# Мек (острів)
Острів Мек є частиною атола Кваджалейн в Республіці Маршаллові Острови (RMI), в 2100 морських миль (3900 км) до південно-захід від Гонолулу, Гаваї.
Мек є частиною військового полігону для випробувань ракет системи ПРО США (з якими Маршаллові Острови перебувають у стані «вільної асоціації»), призначених для знищення балістичних ракет супротивника.
Тут розташовано стартовий майданчик для протибалістичних ракет і ракет-носіїв. Спочатку він був розроблений на підтримку програми Sentinel 1960-х років, на ньому розташовувалися радар і пускові установки для ракет Sprint і Spartan. Відтоді його використовували для різноманітних випробувань, включаючи програми: Safeguard, Homing Overlay Experiment, Exoatmospheric Kill Vehicle, THAAD та інші.
| Земля | Це незавершена стаття з географії. Ви можете допомогти проєкту, виправивши або дописавши її. |